# Esther Kinsky
Pour les articles homonymes, voir Kinsky.
Esther Kinsky, née le 12 septembre 1956 à Engelskirchen, est une traductrice et écrivaine allemande.

## Biographie
Esther Kinsky a grandi en Rhénanie et fait des études de slavistique à Bonn. Elle est traductrice  littéraire du polonais, de l’anglais et du russe vers l’allemand. Elle est également l'autrice d’œuvres en prose et de poésie. Après avoir vécu à Londres, elle réside actuellement à Berlin.
Kinsky a reçu de multiples distinctions aussi bien pour ses travaux de traduction que pour son œuvre littéraire. Elle fut également lauréate  de nombreuses bourses et résidences, essentiellement pour son activité de traduction, mais aussi pour son travail d'écriture. En 2016, elle a occupé la chaire annuelle de poétique Thomas Kling de l’Université rhénane Frédéric-Guillaume de Bonn et elle fut en 2017-2018 professeure invitée de la chaire de poétique de la traduction August-Wilhelm-von Schlegel à l’Université libre de Berlin. En 2019, elle a prononcé la conférence de poétique à la Maison de la littérature St. Jakobi de Hidelsheim. À la fin de cette même année 2019, Kinsky a été reçue membre de l’Académie allemande pour la langue et la littérature.
Kinsky a été mariée avec le traducteur britannique Martin Chalmers (1948–2014).

## Citation
Je considère le traducteur de littérature comme un artiste de la langue. Dire où est l’art et où est l’artisanat dans ce domaine tient naturellement du difficile exercice d’équilibre. Je me suis aussi longtemps confrontée à cette question, mais je ne crois pas qu’une telle répartition des rôles soit bénéfique à ma compréhension de l'activité de traduction – mais je souhaite ici ne parler tout spécialement que de moi.

Esther Kinsky: entretien avec Susanne Burg à la Deutschlandradio le 13 août 2013 (citation traduite par nos soins)

## Œuvres

### Romans
- Banatsko, 2010
- Sommerfrische, 2010
- Am Fluss, 2014

- Prix Franz-Hessel 2014
-  Prix SWR-Bestenliste (palmarès de la Südwestrundfunk)
- traduit en français sous le titre La Rivière par Olivier Le Lay, Paris, Éditions Gallimard, coll. « Du monde entier », 2017, 400 p.  (ISBN 978-2-07-017974-9)
- Hain, Geländeroman, 2018

- Prix de la Foire du livre de Leipzig 2018 dans la catégorie œuvre de fiction
- traduit en français sous le titre Le Bosquet par Olivier Le Lay, Paris, Éditions Grasset, coll. « En lettres d'ancre », 2020, 384 p.  (ISBN 978-2-24-681836-6)
- Rombo, 2022

- traduit en français sous le titre Rombo par Olivier Le Lay, Paris, Éditions Christian Bourgois, 2023, 452 p.  (ISBN 978-2-267-05103-2)

### Livres pour enfant
- Wer hat hier Angst vor Hexen?, 1989
- Eines Abends im Winter, ill de Sarah Fricke, 2011
- Der Käptn und die Mimi Kätt, ill. de Gerda Raidt, 2012

### Poésie
- Die ungerührte Schrift des Jahrs, 2010
- Aufbruch nach Patagonien, 2012

### Essai
- Fremdsprechen. Gedanken zum Übersetzen, 2013

### Beaux livres
- Mali, 1987
- Unser fremdes Land: Tansanisches Reisebilderbuch, 1987
- Naturschutzgebiet, 2013